# Aida
Aida (titlul original: în italiană Aida) este o operă în patru acte compusă de Giuseppe Verdi, bazată pe un libret scris de Antonio Ghislanzoni.  
„Aida” a fost compusă pentru inaugurarea primului teatru muzical din Cairo numit Opera Khedivial și pentru sărbătorile legate de încheierea lucrărilor la Canalul Suez. Deși are acest caracter ocazional, lucrarea constituie o adevărată cotitură în creația lui Verdi. Prin înfruntarea caracterelor, forța pasiunii și expresivitatea muzicii, „Aida” este o autentică dramă romantică. Această operă reprezintă nu numai una din cele mai importante lucrări ale lui Verdi, ci și o culme a genului teatrului liric în general. După premiera de la Cairo, adevăratul triumf, care lansează lucrarea în lumea operei, este premiera italiană. 
Premiera operei a avut loc la Teatrul de Operă din Cairo în data de 24 decembrie 1871.
Durata operei: cca 2 ¼ ore.

## Personajele operei
| Rol | Tipul vocii   | Premiera, 24 decembrie 1871 ( Giovanni Bottesini) |
| --- | ------------- | ------------------------------------------------- |
| Aida, o prințesă etiopiană                                                                                         | soprană       | Antonietta Anastasi-Pozzoni                       |
| Regele Egiptului                                                                                                   | bas           | Tommaso Costa                                     |
| Amneris, fiica regelui Egiptului                                                                                   | mezzo-soprană | Eleonora Grossi                                   |
| Radames, căpitanul gărzilor                                                                                        | tenor         | Pietro Mongini                                    |
| Amonasro, Regele Etiopiei                                                                                          | bariton       | Francesco Steller                                 |
| Ramfis, Mare preot                                                                                                 | bas           | Paolo Medini                                      |
| Un mesager | tenor         | Luigi Stecchi-Bottardi                            |
| Vocea unei Preotese                                                                                                | soprană       | Marietta Allievi                                  |
| Preoți, preotese, miniștri, căpitani, soldați, oficiali, etiopieni, sclavi și prizonieri, egipteni, animale și cor |               |                                                   |

## Acțiunea

### ACTUL I
Tabloul 1. Sală în interiorul palatului regal din Memfis
Marele preot Ramfis îi aduce la cunoștință tânărului comandant Radames că etiopienii s-au răsculat din nou și au năvălit pe pământul Egiptului. Marele preot va face cunoscută regelui voința zeiței Isis, care va desemna pe conducătorul suprem al armatelor egiptene pentru alungarea năvălitorilor. Rămas singur, Radames dorește a fi el alesul. Ambiția lui de glorie militară se împlinește cu speranța de a putea cere, în caz de victorie, libertatea Aidei - o sclavă etiopiană din suita fiicei faraonului - pe care o iubește în taină. Apare Amneris, fiica faraonului, care-l iubește cu pasiune pe Radames, fără ca acesta să-i împărtășească sentimentele. În curtea interioară a palatului își face apariția Aida, tristă și îngândurată. Și ea îl iubește pe Radames, dar în același timp gândurile i se îndreaptă spre patria sa scumpă, de unde tatăl ei Amonasro, regele Etiopiei, a pornit revolta împotriva Egiptului. Amneris surprinde privirile pe care le schimbă Radames cu Aida, devenind bănuitoare. Ea promite să o lovească fără milă pe această sclavă dacă se va convinge că este într-adevăr rivala ei. În fața regelui și a marilor demnitari este introdus solul, care aduce vești despre prăpădul provocat de năvălitorii etiopieni porniți spre Theba. Radames este numit comandant suprem iar Amneris îi înmânează steagul care va trebui să-l însoțească în luptă. Cu toții îi urează să revină învingător. Aida, rămasă singură, își exprimă nemărginita durere, frământându-se între sentimentul de iubire față de Radames și dragostea pentru patria sa și pentru tatăl ei. În disperare, cere zeilor moartea, singura ei salvare.
Tabloul 2. Templul zeului Vulcan din Memfis
Preoții și preotesele se roagă pentru victoria armatei egiptene. Din interiorul templului se aude rugăciunea marii preotese. Marele preot Ramfis îi predă lui Radames sabia sfințită.

### ACTUL II

Giuseppe Verdi - „Aida” (partitură)

Tabloul 1. Sală în interiorul palatului lui Amneris
Amneris, înconjurată de curtencele sale, așteaptă întoarcerea victorioasă a oștirii. Pentru a-și distra stăpâna, un grup de sclave încep un dans vesel. Apariția Aidei trezește gelozia lui Amneris. Provocând-o cu perfidie, o determină pe Aida să-și mărturisească iubirea pentru Radames. Zdrobită de furia și amenințările fiicei faraonului, ea va trebui să-și urmeze stăpâna la sărbătorirea întoarcerii învingătorilor. 
Tabloul 2. În fața zidurilor cetății Theba
Poporul face o primire entuziasmată armatelor învingătoare, în afara zidurilor. Își face apariția și faraonul, urmat de sacerdoți și de înalți demnitari. Radames primește din mâna lui Amneris cununa triumfului, iar faraonul îi promite să-i îndeplinească orice dorință. În rândurile prizonierilor care sunt aduși, se află și Amonasro, pe care Aida îl recunoaște imediat, dar el îi atrage atenția, pe ascuns, să nu-l trădeze. Acesta povestește că, luptând pentru patria sa, a fost martor la moartea regelui etiopienilor. Acum, învins, imploră mila faraonului față de prizonieri. Radames cere faraonului să acorde viață și libertate prizonierilor. Acesta, legat de cuvântul dat, satisface dorința lui Radames, dar, sfătuit de marele preot, decide ca Aida și tatăl ei să fie reținuți ca ostateci. Apoi, ca o supremă răsplată, îi oferă lui Radames mâna fiicei sale. Amonasro caută să o încurajeze pe Aida, profund îndurerată de cele întâmplate. În mintea lui încolțește acum un plan pentru dezrobirea patriei sale.

### ACTUL III
Pe malul Nilului

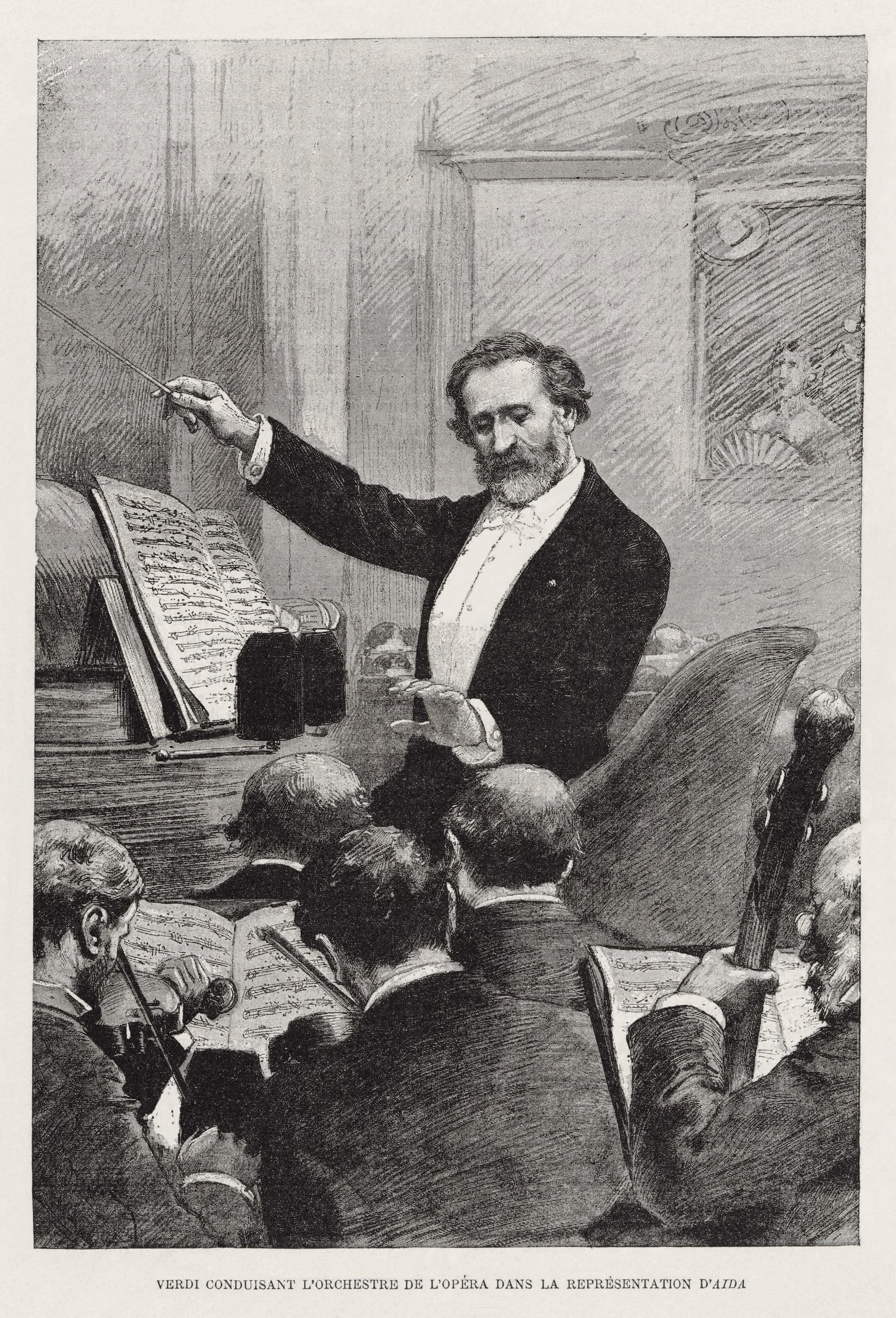
Giuseppe Verdi dirijând opera „Aida” în 1880 la Paris

Amneris este întâmpinată de marele preot care o conduce spre templul lui Isis, unde își va petrece noaptea dinaintea nunții. Aida își așteaptă iubitul plină de neliniște. Amonasro, care și-a dat seama de iubirea ei față de Radames, o sfătuiește să-i ceară acestuia să-i dezvăluie pe ce drum va porni armata egipteană împotriva poporului etiopian care se înarmează din nou. La început, Aida refuză, dar cedează când tatăl o convinge că în mâinile ei stă salvarea poporului etiopian. În timp ce Amonasro se ascunde, Radames își face energic apariția. Aida îi potolește elanul amintindu-i că este așteptat de Amneris. El își destăinuie cu pasiune iubirea și îi promite că atunci când armata egipteană va serba din nou victoria, va cere regelui să permită căsătoria lor. Aida îl convinge însă că singura scăpare ar fi să fugă împreună în țara ei. La întrebarea Aidei pe ce drum trebuie să meargă spre a evita trupele egiptene, Radames indică defileul de la Nepata. Amonasro, care a auzit tot, apare și își dezvăluie identitatea. Acesta înțelege că, fără voia lui, și-a trădat patria. Chiar atunci Amneris, împreună cu Ramfis, ies din templu și îi surprind. Amonasro ridică pumnalul asupra lui Amneris, dar Radames îl dezarmează și, în vreme ce Aida și tatăl ei fug, se predă marelui preot, luând vina asupra sa.

### ACTUL XXX
Tabloul 1. Sală în palatul regal
Radames, considerat trădător, va fi judecat de preoți. Amneris, care îl iubește încă, va încerca să-l scape făgăduindu-i să obțină iertarea faraonului și cerându-i, în schimb, să o uite pe Aida. Radames îi respinge propunerea. Preoții îl osândesc să fie îngropat de viu, sub altarul marelui zeu. În disperare, Amneris blestemă casta infamă a preoților, invocând urgia cerească să cadă asupra lor. 
Tabloul 2. Mormântul din subsolul templului
Închis în mormântul său, Radames își îndreaptă ultimele gânduri spre Aida. Deodată, din întuneric, zărește o siluetă. Aflând de condamnare, Aida a pătruns în mormânt, înaintea lui. Acum vor muri împreună. În vreme ce preotesele își psalmodiază cântecul, Amneris rostește trista rugăciune a morților.